# 双曲多様体
数学において双曲多様体（そうきょくたようたい、英: hyperbolic manifold）とは、すべての点が局所的にはある次元の双曲空間であるように見える空間（＝可微分多様体）のことを言う。特に 2 次元および 3 次元において研究され、そのような場合には双曲曲面および双曲3次元多様体とそれぞれ呼ばれる。それらの次元においてこの多様体が重要となる理由として、殆どの多様体は位相同型によって双曲多様体に作り変えることが出来る、という点が挙げられる。これは曲面に対する一意化定理や、ペレルマンによって証明された 3 次元多様体に対する幾何化定理の帰結である。

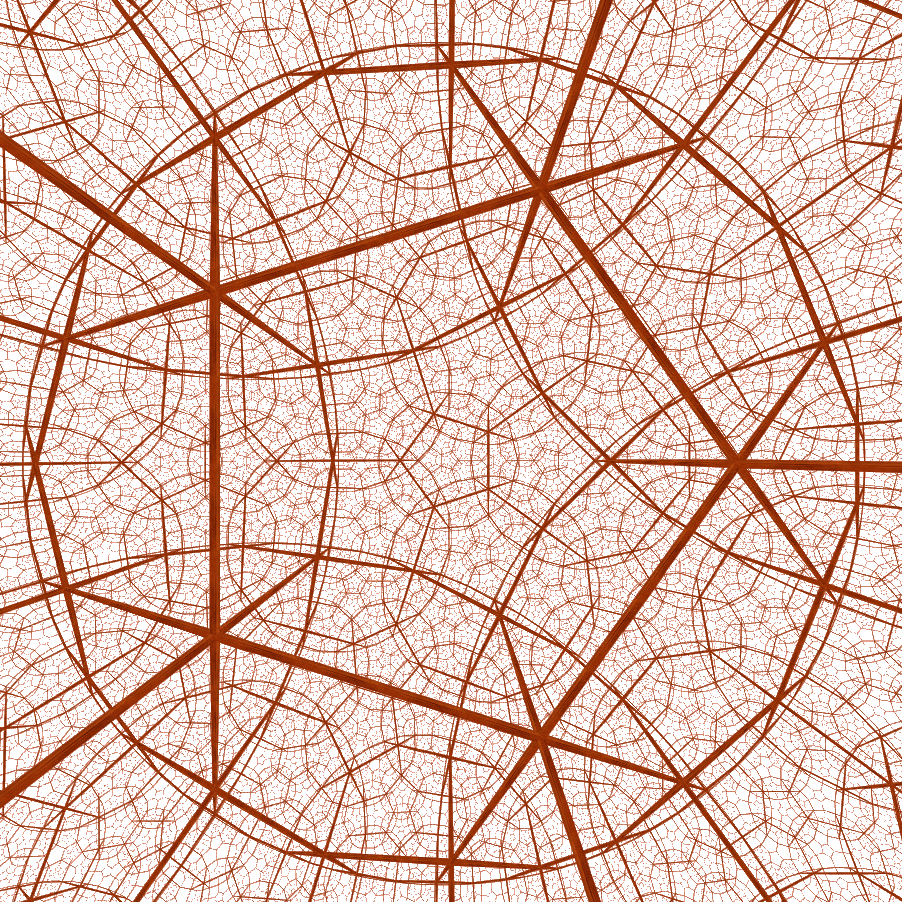
双曲3次元多様体 H^{3} における十二面体的テッセレーションの透視投影。双曲 3 次元多様体の内側にいる人が観測するであろうものの例である。

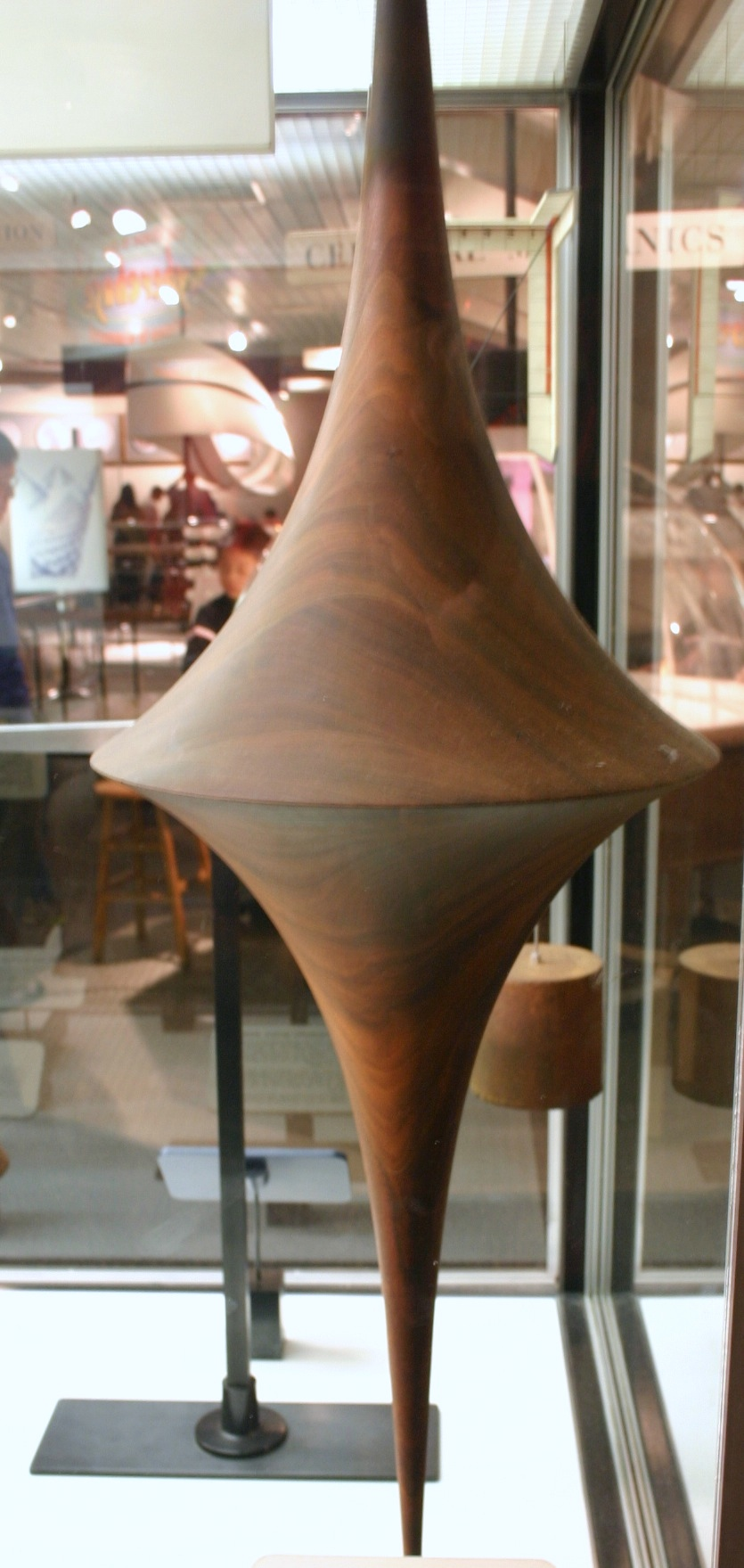
牽引線の回転体として得られる擬球。この形状の各半面が、境界を含む双曲 2 次元多様体（すなわち、曲面）になっている。

## 厳密な定義
双曲 {\displaystyle n}-多様体は、断面曲率が定数 -1 であるような完全 n-次元リーマン多様体である。
負の定曲率 −1 であるすべての完全、連結、単連結多様体は、実双曲空間 {\displaystyle \mathbb {H} ^{n}} と等長である。その結果、負の定曲率 −1 である任意の閉多様体 M の普遍被覆は {\displaystyle \mathbb {H} ^{n}} である。したがって、そのようなすべての M は、{\displaystyle \mathbb {H} ^{n}} 上の等長写像の捩れのない離散群を Γ とすると、{\displaystyle \mathbb {H} ^{n}/\Gamma } と書くことが出来る。すなわち、Γ は {\displaystyle SO_{1,n}^{+}\mathbb {R} } の離散部分群である。多様体の体積が有限であるための必要十分条件は、Γ が格子であることである。
その厚薄分解は、閉測地線の管状近傍からなる薄い部分と、ユークリッド n-1-次元多様体と閉半直線の積である厚い部分からなる。多様体の体積が有限であるための必要十分条件は、その厚い部分がコンパクトであることである。
n > 2 に対し、双曲 n-次元多様体の有限体積上の双曲構造は、モストウの剛性定理によって一意であり、したがって幾何的不変性は位相的不変性である。